# Orlando Jones
Orlando Jones (n. 10 aprilie, 1968) este un comedian american de film și televiziune. Este cunoscut pentru că a fost unul dintre interpreții originali ai serialului MADtv și pentru rolul său ca 7 Up spokesman între 1999-2002.

## Biografie
Jones s-a nascut în Mobile, Alabama, având o mamă dominicană și tatăl un afro-american. Tatăl său a fost un jucător profesionist de baseball ce juca pentru Philadelphia Phillies. S-a mutat în Mauldin, Carolina de Sud, când era tânăr și absolvește liceul Mauldin în 1985. Prima sa experiență ca actor a implicat interpretarea rolului unui vârcolac într-o casă bântuită, cel ajută să câștige bani pentru balul Jones de juniori și seniori înrolați în Colegiul din Charleston, Carolina de Sud. A plecat în 1990 fără să-și termine gradul. Pentru ași realiza interesele pentru industrie, Jones și-a creat propria companie de producție Homeboy's Productions and Advertising. A nimerit primul Hollywood job în 1985, scriind pentru NBC comedia A Different World. În timpul aniilor 1991-1992, Jones a scris pentru serialul Roc de pe canalul Fox și, în 1993, a fost co-producator la The Sinbad Show.

## Cariera

### MADtv
După ce a găzduit serialele muzicale de pe Fox, Sound FX, în 1994, Jones devine unul dintre cei 9 membrii originali ai serialului MADtv. Spre deosebire de unele repertorii originale în MADtv, acesta a venit la show cu o limitată experiență de comedian. Oricum, comedia scrisă de el și îndemânările în producția tv s-au dovedit valoroase pentru succesul show-lui. Prin sezonul unu și doi al serialului MADtv, Jones a produs caractere; de asemenea a fost remarcat prin impresii de Andre 3000, Bill Cosby, Dennis Rodman, O.J. Simpson, Samuel L. Jackson si Snoop Dogg.

### Filme de proiect
După ce a părăsit serialul MADtv, Jones s-a îndreptat spre cinema. A apărut într-o parte mică a filmului In Harm's Way (1997), Jones apoi îl însoțește pe Larry David în  Sour Grapes (1998), interpretând rolul unui călător. Ulterior a apărut în Woo (1998), Office Space (1999), Liberty Heights (1999), Magnolia (1999), New Jersey Turnpikes (1999), Bedazzled (2000). Din 2000, cariera lui Jones a început să se extindă interpretând rolul lui Clifford Franklin în The Replacements (2000), apare în comedia Chain of Fools (2000) și în filmul horror From Dusk Till Dawn 3: The Hangman's Daughter (2000). În 2001, acesta ajunge să joace rolul lui Daryl Chase în Double Take (2001) alături de Eddie Griffin și a lucrat cu David Duchovny și Julianne Moore în filmul Evolution (2001). Acesta mai apare în 2002 în Drumline alături de Nick Cannon și Zoë Saldaña, și în The Time Machine (2002). Cele mai recente filme ale sale sunt Biker Boyz (2003), Runaway Jury (2003) și House of D (2004).

## Filmografie

### Film
| An   | Titlu                                         | Rol                                                       | Note       |
| ---- | --------------------------------------------- | --------------------------------------------------------- | ---------- |
| 2013 | Enemies Closer                                | Clay                                                      |            |
| 2012 | Meridian                                      | Jeff Meyers                                               | Web Series |
| 2011 | Seconds Apart                                 | Detective Lampkin                                         |            |
| 2011 | The Chicago 8                                 | Bobby Seal                                                |            |
| 2009 | Beyond a Reasonable Doubt                     | Detective Ben Nickerson                                   |            |
| 2009 | The Vampire's Assistant                       | Alexander Ribs                                            |            |
| 2007 | Primeval                                      | Steve Johnson                                             |            |
| 2007 | Grindhouse Planet Terror                      | Johnny Blade                                              |            |
| 2006 | Looking for Sunday                            | Einstein Steinberg                                        |            |
| 2004 | Primeval                                      | Frank Johnson                                             |            |
| 2003 | Runaway Jury                                  | Russell                                                   |            |
| 2003 | Biker Boyz                                    | Soul Train                                                |            |
| 2003 | Godzilla                                      | Dr.Thomas Tatopoulos                                      |            |
| 2002 | The Time Machine                              | Vox 114 (Computer AI )                                    |            |
| 2002 | Drumline                                      | Dr.Lee                                                    |            |
| 2001 | Say It Isn't So                               | Dig McCaffrey                                             |            |
| 2001 | Double Take                                   | Freddy Tiffany                                            |            |
| 2001 | Evolution                                     | Harry                                                     |            |
| 2000 | Bedazzled                                     | Daniel/Dan/Danny, Esteban, Beach Jock, Lamar Garrett, Dr. |            |
| 2000 | Chain of Fools                                | Miss Cocoa                                                |            |
| 2000 | The Replacements                              | Clifford Franklin                                         |            |
| 2000 | From Dusk till Dawn 3: The Hangman's Daughter | Johnny Hangman                                            |            |
| 1999 | Magnolia                                      | Worm                                                      |            |
| 1999 | Liberty Heights                               | Little Melvin                                             |            |
| 1999 | Office Space                                  | Steve, Magazine Salesman                                  |            |
| 1999 | New Jersey Turnpikes                          |                                                           |            |
| 1999 | Waterproof                                    | Natty Battle                                              |            |
| 1998 | Woo                                           | Sticky Fingas                                             |            |
| 1997 | In Harm's Way                                 | Andre                                                     |            |
| 1997 | Sour Grapes                                   | Digby                                                     |            |

### Televiziune
| An        | Titlu                  | Rol                  | Note                   |
| --------- | ---------------------- | -------------------- | ---------------------- |
| 2013      | Sleepy Hollow          | Căpitan Frank Irving |                        |
| 2011      | Necessary Roughness    | Lazarus Rollins      |                        |
| 2010      | Rules of Engagement    | Brad                 | Gay Friend             |
| 2010      | House M.D.             | Marcus Foreman       | Eric Foreman's brother |
| 2009      | Crash Course           | Himself              | Host                   |
| 2008      | Pushing Daisies        | Magnus Olsdatter     |                        |
| 2008      | New Amsterdam          | Harold Wilcox        |                        |
| 2008      | Everybody Hates Chris  | Clint Huckstable     |                        |
| 2007      | Men in Trees           | George Washington    |                        |
| 2007      | Everybody Hates Chris  | Mr. Newton           |                        |
| 2006      | The Evidence           | Cayman Bishop        |                        |
| 2005      | Ghost Whisperer        | Kaysey               |                        |
| 2003      | The Bernie Mac Show    | Party Planner        |                        |
| 2003      | The Orlando Jones Show | Himself              | Host                   |
| 2003      | Girlfriends            | Dr. Darren Lucas     |                        |
| 2000      | HBO First Look         | Himself              | Host                   |
| 1995–1997 | MADtv                  | Various Characters   | Sketch Comedy          |
| 1994–1995 | Sound fX               | Himself              | Host                   |
| 1992      | A Different World      | Troy Douglas         |                        |
| 1992      | Herman's Head          | Cop                  |                        |

## Ca actor de voce și în jocuri video
| An   | Titlu                             | Rol                                | Note                              |
| ---- | --------------------------------- | ---------------------------------- | --------------------------------- |
| 2012 | Black Dynamite                    | Flaming Basehead                   | Serial TV de animație, de comedie |
| 2006 | The Adventures of Chico and Guapo | Concepción Rodriguez, Hank Holiday | Serial TV de animație, de comedie |
| 2005 | L.A. Rush                         | Ty Malix                           | Joc video                         |
| 2004 | Father of the Pride               | Snack                              | Serial TV                         |
| 2004 | Halo 2                            | Marine Sergeant Banks              | Joc video                         |
| 1997 | King of the Hill                  | Kidd Mookie                        | Serial TV de animație, de comedie |
| 1993 | Yuletide in the 'hood             |                                    | Serial TV                         |

### Ca producător
- The Music Lesson (2009)[11]
- Bufu (Serial TV) (2007)
- The Adventures of Chico and Guapo (Serial TV) (2006)
- The Orlando Jones Show (Serial TV) (2003)
- The Sinbad Show (1993)

### Ca scenarist
- Bufu (Serial TV) (2007)[12]
- The Adventures of Chico and Guapo (Serial TV) (2006)
- The Orlando Jones Show (Serial TV) (2003)
- Reel Comedy: Evolution (2001)
- Mad TV (Serial TV) (1995)
- The Sinbad Show (1993)
- Roc (Serial TV) (1991)
- A Different World (Serial TV) (1987)